# Elementy minimalny i maksymalny

Półprosta przedstawiająca liczby naturalne z zerem – wariant osi liczbowej. Elementem minimalnym jest tu zero (0), a elementu maksymalnego nie ma

Diagram Hassego przykładowego posetu z dwoma elementami minimalnymi (a, b) i dwoma maksymalnymi (c, d)

Diagram Hassego dzielników liczby 60 z relacją podzielności. Zbiór zaznaczony na czerwono, czyli {1, 2, 3, 4}, ma jeden element minimalny (1) i dwa maksymalne (3, 4)

Elementem minimalnym w zbiorze częściowo uporządkowanym {\displaystyle (P,\leqslant )} nazywamy każdy taki element {\displaystyle x,} że nie ma w {\displaystyle P} elementów mniejszych od niego. Symbolicznie:
{\displaystyle \forall y\in P:y\leqslant x\Rightarrow x=y.}
Dualnie, elementem maksymalnym w zbiorze częściowo uporządkowanym {\displaystyle (P,\leqslant )} nazywamy każdy taki element {\displaystyle x,} że nie ma w {\displaystyle P} elementów większych od niego. Symbolicznie:
{\displaystyle \forall y\in P:x\leqslant y\Rightarrow x=y.}

## Przykłady
- Rozważmy zbiór {\displaystyle \mathbb {N} } {\displaystyle \cup } {\displaystyle \{-1\},} gdzie {\displaystyle \mathbb {N} } oznacza zbiór liczb naturalnych {1, 2, 3,...}, a relacja {\displaystyle \preccurlyeq } częściowego porządku określona jest następująco:

{\displaystyle a\preccurlyeq b\iff (a\leqslant b,\,a,b\in \mathbb {N} \,\lor \,a=b=-1)}
Z definicji wynika m.in., że {\displaystyle -1\preccurlyeq -1,\,\,3\preccurlyeq 7}  i nieprawda, że np. {\displaystyle -1\preccurlyeq 2.}
Jedynym elementem maksymalnym tej relacji jest −1, elementami minimalnymi są −1 oraz 1. W porządku tym nie ma elementu najmniejszego ani największego.
- W zbiorze wszystkich rzek rozważmy relację częściowego porządku ‘<’ zdefiniowaną jako jest dopływem. Mamy na przykład:

„Białka” < „Dunajec” < „Wisła”
„Poprad” < „Dunajec” < „Wisła”
„Noteć” < „Warta” < „Odra”
„Moskwa” < „Oka” < „Wołga”
„Otava” < „Wełtawa” < „Łaba”
Elementem maksymalnym w tym porządku jest każda rzeka, która nie jest dopływem innej rzeki – Wisła, Odra... Z przykładu widać, że istnieje wiele elementów maksymalnych i nie ma największego (byłaby nim rzeka, do której wpadają wszystkie inne). Elementami minimalnymi porządku są wszystkie rzeki, które nie mają dopływów, a elementu najmniejszego nie ma (byłaby nim rzeka wpadająca do każdej innej – bezpośrednio lub poprzez inny dopływ).
Uwaga: aby uznać ten przykład za poprawny model, należałoby przyjąć, że każda rzeka wpada do siebie samej.